# 原子句子
在命题演算和谓词演算中，原子公式要么是命题字母要么是跟随着n个变量的n元谓词字母。原子句子同于上述描述，除了n元谓词字母跟随着n个常量或函子（functor）之外。
例如，设P, M, T是谓词字母；设a, b, c，等是常量项；但设x, y, z是变量项；并设p是命题字母。则下列都是原子句子：
- p
- M(a)
- P2(b,a,c)

但下列不是原子句子（因为有自由变量的出现）：
- M(x)
- T(a,z)
- P2(x,y,z)